# 尤寧鎮區 (北卡羅萊納州彭德縣)
尤寧鎮區（英語：Union Township）是位於美國北卡羅萊納州彭德縣的一個鎮區。

## 地方資料
尤寧鎮區的面積為231.54平方千米，皆為陸地。根據2020年美國人口普查的數據，當地共有人口3327人，而人口密度為每平方千米14.37人。